# 427 av. J.-C.
Cette page concerne l'année 427 av. J.-C. du calendrier julien proleptique.

## Événements
- Début juin : Sparte envahit l’Attique et ravage la région de Marathon[1].
- Fin juin-début juillet : capitulation de Mytilène[1].
  - La flotte Péloponnésienne commandée par Alcidas tardant à arriver, les Mytiléniens arment les gens du peuple, mais ceux-ci réclament une plus juste répartition du ravitaillement, et les oligarques préfèrent capituler, une semaine avant l’arrivée d’Alcidas. Cléon réprime la révolte : les responsables sont mis à mort, Mytilène doit abattre ses murs et livrer sa flotte. Lesbos (sauf Méthymna, restée fidèle) est colonisée.
- Été : 
  - Prise de Platées par le roi de Sparte Archidamos II[1].
  - Athènes envoie 30 navires autour du Péloponnèse et 60 à Mélos, puis en Locride.
- Juillet : début de la guerre civile à Corcyre entre les démocrates et les aristocrates[1].
- Août : massacre à Corcyre[1].
- Fin septembre : première expédition athénienne en Sicile[1].
  - Syracuse, alliée aux autres cités doriennes de Sicile (excepté Camarine) et à Locres, attaque Léontinoi, soutenue par les cités chalcidiennes (dont Rhêgion) et Catane. Athènes envoie une expédition pour soutenir Léontinoi et Rhêgion (427/424 av. J.-C.).
- 17 novembre : début à Rome du consulat de C. Servilius Structus Ahala et L. Papirius Mugillanus (II)[2].
- Hiver 427/426  av. J.-C. : récurrence de la peste à Athènes[1].

- À Athènes, affrontement entre Cléon, chef des démocrates, et Nicias, chef des conservateurs, au sujet de la guerre[3].

- Cléon impose aux Athéniens de verser une contribution extraordinaire de 200 talents (eisphora) pour la poursuite de la guerre[4]. L’expédition chargée de lever le tribut en Carie se fait décimer.

- Lex de bello indicendo à Rome ; les comices centuriates donnent leur accord, ou non, aux déclarations de guerre[5].

- Première comédie d’Aristophane, les Détaliens (ou Banqueteurs)[6],

- Le philosophe sophiste Gorgias de Léontinoi (Sicile) vient à Athènes pour plaider la cause de ses compatriotes contre les ambitions de Syracuse[3]. Il aurait convaincu les Athéniens et serait resté à Athènes pour y enseigner la rhétorique. Il soutient que le droit naturel est fondé sur la loi du plus fort.

## Naissances
- Platon, philosophe grec.
- Kōan, empereur légendaire du Japon.